# ميناء سيدي كرير
ميناء سيدي كرير هو ميناء مصري يقع على ساحل البحر الأبيض المتوسط بمنطقة سيدي كرير غرب مدينة الإسكندرية، متخصص في شحن وتفريع ناقلات النفط، يُعد الوجهة النهائية لخط أنابيب سوميد التابع للشركة العربية لأنابيب البترول سوميد، والذي ينقل النفط القادم من حقول النفط والموانيء بخليج السويس، ويقتصر استخدام الميناء على لنشات شركة سوميد لخدمة رباط وشحن ناقلات النفط طبقاً لخريطة معتمدة من وزارة البترول والثروة المعدنية،
تتوافر بالميناء معدات مكافحة التلوث البترولي باستخدام «مفرق زيت» كوقاية وحماية للبيئة البحرية، وتتوافر كافة المساعدات الملاحية بالميناء، ويقع ميناء اللنشات في الكيلو 29 على الطريق الدولي الساحلي، ويوجد عدد 6 شمندورات رباط على مسافة 5 كم مثبتة على عمق يتراوح بين 30:25 متر، ويبعد رصيف الشحن والتفريغ عن الساحل بحوالي 2 كم، وأقصى ارتفاع للأمواج حتى 5.6 متر والتيار 2 عقدة وقياس الأعماق حتى 35 متر.

## مواصفات الميناء
| توقيت المنطقة         | جرينتش +2 ساعة                                                                            |
| الطقس                 | الرياح حتى 40 عقدة.                                                                       |
| المد والجزر (م)       | حتى 0.6 م                                                                                 |
| المياه                | توفر شركة سوميد المياه العذبة عن طريق شبكة مياه الشرب لغرب الإسكندرية                     |
| الكهرباء              | توفر شركة سوميد الطاقة الكهربائية عن طريق محطة القطاع 220 ك.ف/11ك.ف                       |
| الهواتف               | تتوفر خطوط هواتفق هيئة الاتصالات مع شبكة اتصالات لاسلكية على كافة القنوات البحرية الدولية |
| الصرف الصحي           | يوجد شبكة صرف خاصة بشركة سوميد (ولا يوجد صرف بالبحر)                                      |
| النفايات الصلبة       | جارى إنشاء محرقة نفايات بالقطاع                                                           |
| السعة التخزينية للنفط | 20 مليون برميل                                                                            |

## وصلات خارجية
- الموقع الرسمي للشركة العربية لأنابيب البترول سوميد